# Wazodylatacja
Wazodylatacja, wazodilatacja – rozkurcz mięśni gładkich w ścianie naczyń krwionośnych. Skutkiem tego procesu jest poszerzenie światła naczyń i spadek ciśnienia krwi, ponieważ rośnie ogólna objętość układu krwionośnego przy stałej objętości krwi. Procesem przeciwnym do wazodylatacji jest wazokonstrykcja.
Substancje powodujące wazodylatację (wazodylatatory) są stosowane jako leki w leczeniu nadciśnienia tętniczego oraz chorób obwodowych naczyń krwionośnych.  

## Wazodylatatory[a]
- adenozyna (wyjątkiem jest tętnica doprowadzająca ciałka nerkowego: adenozyna powoduje jej wazokonstrykcję)
- inozyna
- adrenalina i noradrenalina – poszerzają naczynia krwionośne w mięśniach szkieletowych i naczyniach wieńcowych, działając na receptory beta-2 adrenergiczne. Substancje te powodują jednak wazokonstrykcję innych naczyń.
- przedsionkowy peptyd  natriuretyczny
- bradykinina
- histamina – jeden z mediatorów stanu zapalnego oraz reakcji alergicznej. Jej gwałtowny wyrzut, pojawiający się na przykład we wstrząsie anafilaktycznym, powoduje nagły, niekiedy zagrażający życiu, spadek ciśnienia.
- kwas nikotynowy
- tlenek azotu – silny endogenny przekaźnik powodujący rozkurcz mięśni gładkich naczyń krwionośnych. Działanie grupy leków zwanych ogólnie nitratami (między innymi nitrogliceryny) opiera się na dostarczaniu egzogennych grup NO.
- czynnik aktywujący płytki
- prostacyklina i inne prostaglandyny
- tetrahydrokannabinol – substancja czynna marihuany, mająca łagodne działanie wazodylatacyjne (będące przyczyną zaczerwienienia oczu u palaczy)
- papaweryna – alkaloid opium o silnym działaniu rozkurczającym (nie tylko naczynia)
- neurotensyna – czynnik regulacyjny w przewodzie pokarmowym